# Чемпионат мира по волейболу среди мужских клубных команд 1989
1-й чемпионат мира по волейболу среди мужских клубных команд прошёл с 5 по 10 декабря 1989 года в Парме (Италия) с участием 8 команд. Чемпионский титул выиграл «Максиконо» (Парма, Италия).  

## Команды-участницы
«Максиконо» (Парма, Италия) — команда города-организатора;
ЦСКА (Москва, СССР) — победитель Кубка европейских чемпионов 1989;
«Банеспа» (Сан-Паулу, Бразилия) — победитель Кубка южноамериканских чемпионов 1989;
«Пирелли» (Санту-Андре, Бразилия) — по приглашению организаторов (финалист Кубка южноамериканских чемпионов 1989);
«Нихон Стил» (Осака, Япония) — победитель Кубка азиатских чемпионов — Кубка мира 1989;
«Сфаксьен» (Сфакс, Тунис) — победитель Кубка африканских чемпионов 1989.

## Итоги

### Положение команд
| «Максиконо» (Парма)      |
| ЦСКА (Москва)            |
| «Пирелли» (Санту-Андре)  |
| 4. «Банеспа» (Сан-Паулу) |
| 5. «Нихон Стил» (Осака)  |
| 6. «Сфаксьен» (Сфакс)    |